# 迪卡尔布县 (乔治亚州)
迪卡爾布縣（英語：DeKalb County）是美国喬治亞州北部的一個縣，面積702平方公里。根據2020年美國人口普查，共有人口76萬4,382人。縣治第開特（Decatur）。該縣成立於1822年12月9日，縣名紀念美國獨立戰爭將領約翰·迪卡爾布（Johann de Kalb）。